# توفناسین
توفناسین (به انگلیسی: Tofenacin) یک داروی ضد افسردگی با ساختار سه حلقه ای مانند است که در سال ۱۹۷۱ و ۱۹۸۱ در پادشاهی متحده و ایتالیا توسعه و سپس عرضه شد. این ماده به عنوان یک مهارکننده بازجذب سروتونین–نوراپی‌نفرین عمل می‌کند، و به دلیل تشابه ساختاری نزدیک با اورفنادرین، ممکن است دارای خواص آنتی کولینرژیک و آنتی هیستامین نیز باشد. توفناسین همچنین مهمترین متابولیت فعال اورفنادرین است و احتمالاً در اثرات مفید آن در برابر علائم افسردگی که در بیماران مبتلا به پارکینسون دیده می‌شود، نقش دارد.

## همچنین ببینید
- کلماستین
- اورفنادرین
- تیازسیم